# Ентони Зербе
Ентони Џаред Зербе (енгл. Anthony Jared Zerbe; рођен 20. маја 1936. у Лонг Бичу, Калифорнија), амерички је позоришни, филмски и ТВ глумац.
Његове запажене филмске улоге укључују постапокалиптичног култног вођу Матију у филму Последњи човек, филмској адаптацији романа Ричарда Матесона из 1954. године, Ја сам легенда; као покварени коцкар у Збогом, драга моја; као шеф колоније за губавце Тусен у историјској затворској драми Лептир из 1973. године; као негативац Милтон Крест у филму о Џејмсу Бонду Дозвола за убиство (1989); Роџер Стјуарт у Мртвој зони (1983); Адмирал Доерти у филму Звездане стазе: Побуна (1998); и саветник Хаман у филмовима Матрикс 2 (2003) и Матрикс 3 (2003).